# Busseola praepallens
Busseola praepallens är en fjärilsart som beskrevs av George Francis Hampson 1910. Busseola praepallens ingår i släktet Busseola och familjen nattflyn. Inga underarter finns listade i Catalogue of Life.